# سیستم فرود ابزاری

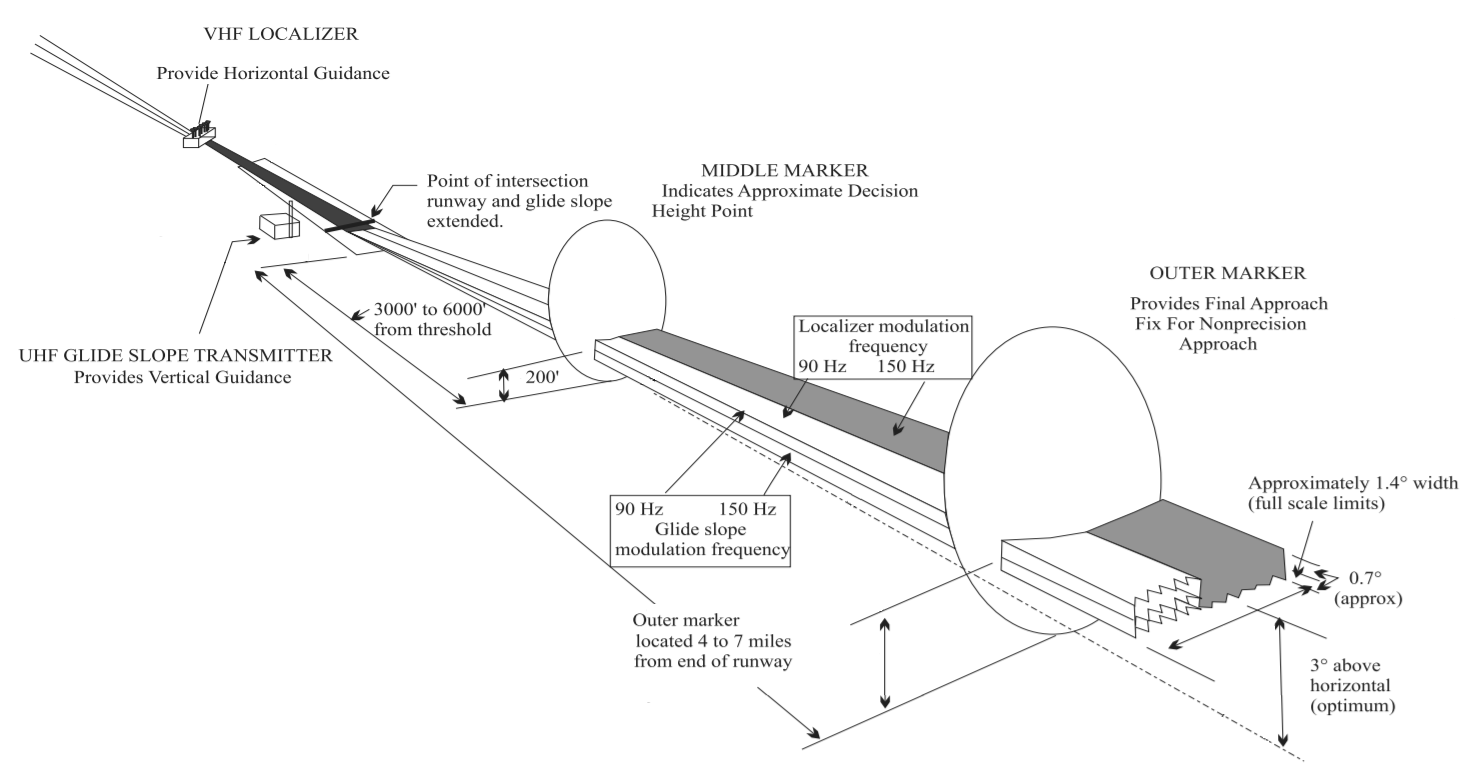
نمودار عملکرد سیستم فرود ابزاری (آی‌ال‌اس).

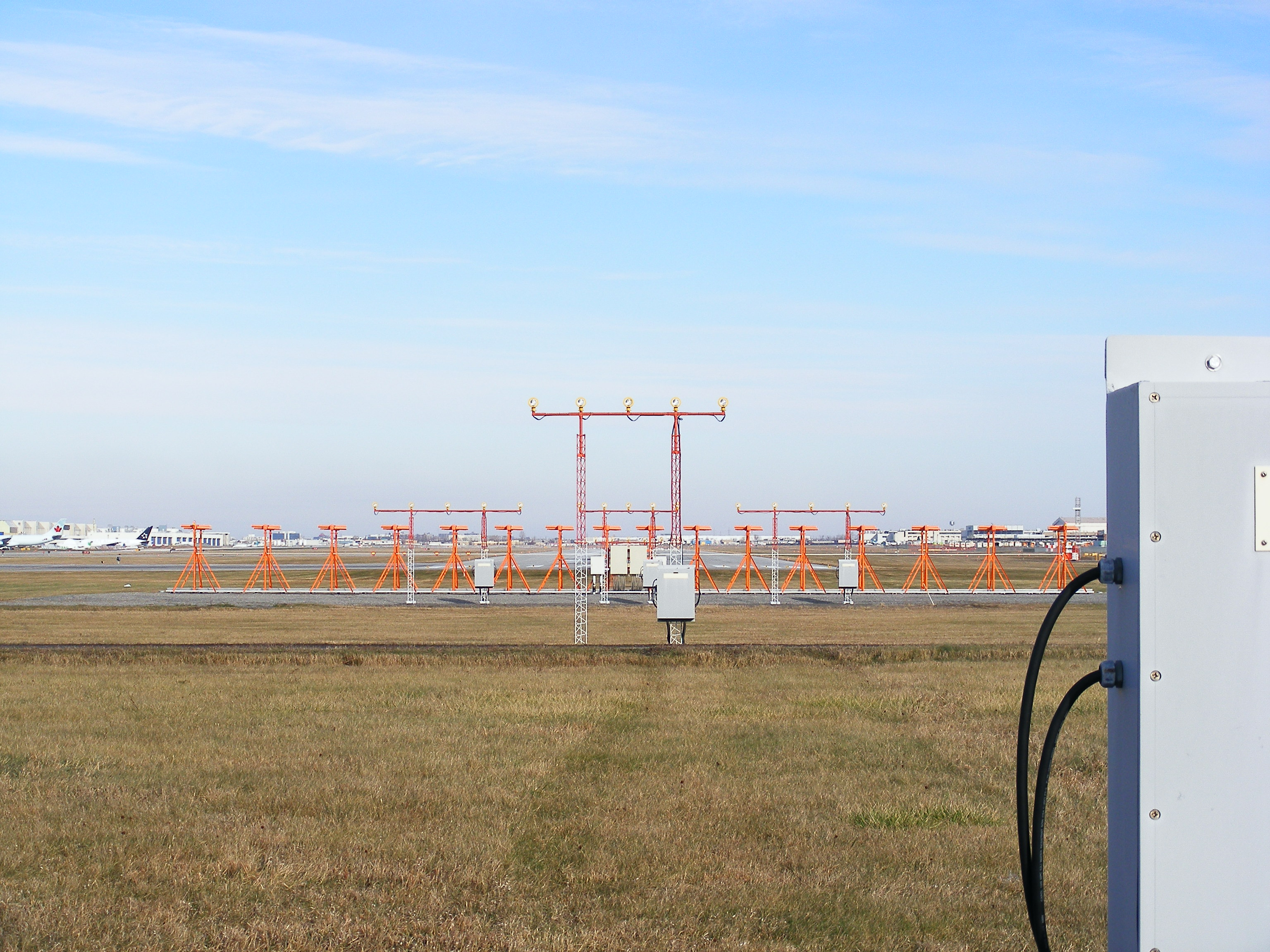
جزء اصلی آی‌ال‌اس، محلی‌ساز (لوکالایزر) که هدایت جانبی را فراهم می‌کند. فرستنده و آنتن در خط مرکزی در انتهای مخالف باند از آستانه نزدیک شدن قرار دارند. (تصویر در باند ۰۶L فرودگاه بین‌المللی مونترآل-پییر الیوت ترودو، کانادا تهیه شده)

در هوانوردی، سیستم فرود ابزاری یا آی‌ال‌اس (ILS) یک سیستم ناوبری رادیویی است که راهنمایی‌هایی کوتاه‌برد را برای هدایت هواپیماها فراهم می‌کند تا به آن‌ها اجازه دهد در شب یا در هوای بد، برای فرود به باند فرود نزدیک شوند.. نزدیک کردن هواپیما به باند فرود با این روش می‌تواند شرایط آب و هوایی فرود ایمن، را به‌طور چشمگیر، بهبود بخشد.
آی‌ال‌اس از دو سیگنال رادیویی جهت‌دار استفاده می‌کند، محلی‌ساز (لوکالایزر) ۸۸۵ (فرکانس ۱۰۸ تا ۱۱۲ مگاهرتز)، که هدایت افقی را ارائه می‌دهد، و شیب گلاید (فرکانس ۳۲۹٫۱۵ تا ۳۳۵ مگاهرتز) نیز هدایت عمودی را ممکن می‌کند. رابطه بین موقعیت هواپیما و این سیگنال‌ها بر روی یک نشانگر نمایش داده می‌شود که اغلب یکی نشانگرهای اضافی در نشانگرهای وضعیت هواپیما است. خلبان سعی می‌کند هواپیما را طوری مانور دهد که این نشانگرها را در مرکز نگه دارد. آی‌ال‌اس همچنین ممکن است شامل نورپردازی با شدت بالا در انتهای باند باشد.
تعدادی از سیستم‌های فرود مبتنی بر رادیو بین دهه ۱۹۲۰ و ۱۹۴۰ توسعه یافتند، به‌ویژه سیستم «پرتوی لورنز» که پیش از جنگ جهانی دوم در اروپا استفاده نسبتاً گسترده‌ای داشت. سیستم SCS-51 توسعه‌یافته توسط ایالات متحده دقیق‌تر بود و در عین حال هدایت عمودی را نیز اضافه می‌کرد. مجموعه‌های زیادی در طول جنگ جهانی دوم در پایگاه‌های هوایی بریتانیا نصب شد که باعث شد این سیستم، پس از تشکیل سازمان بین‌المللی هوانوردی غیرنظامی (ICAO) در سال ۱۹۴۷، به عنوان یک استاندارد بین‌المللی انتخاب شود..
معرفی روش‌های نوین و دقیق با استفاده از سیستم‌های کم‌هزینه سامانه موقعیت‌یاب جهانی (جی‌پی‌اس) منجر به جایگزینی آی‌ال‌اس می‌شود. روش‌های مبتنی بر جی‌پی‌اس معمولاً فقط به یک سیگنال تقویت‌کننده چندجهته کم‌مصرف نیاز دارد که از فرودگاه پخش شود، که به‌طور چشمگیری ارزان‌تر از فرستنده‌های متعدد، بزرگ و قدرتمند مورد نیاز برای اجرای کامل آی‌ال‌اس است. تا سال ۲۰۱۵، تعداد فرودگاه‌های ایالات متحده که از رویکردهای LPV مشابه آی‌ال‌اس پشتیبانی می‌کردند، از تعداد سیستم‌های آی‌ال‌اس بیشتر شد، و انتظار می‌رود که این امر منجر به حذف نهایی آی‌ال‌اس در اکثر فرودگاه‌ها شود.

## عملکرد
هواپیمایی که به باند فرودگاه نزدیک می‌شود توسط گیرنده‌های آی‌ال‌اس در هواپیما با انجام مقایسه عمق مدولاسیون هدایت می‌شود. بسیاری از هواپیماها می‌توانند سیگنال‌ها را به خلبان خودکار هدایت کنند تا به‌طور خودکار در مسیر حرکت کنند. یک ILS از دو زیر سیستم مستقل تشکیل شده‌است. محلی‌ساز هدایت جانبی را ارائه می‌دهد. شیب گلاید، هدایت عمودی را فراهم می‌کند.

### محلی‌ساز

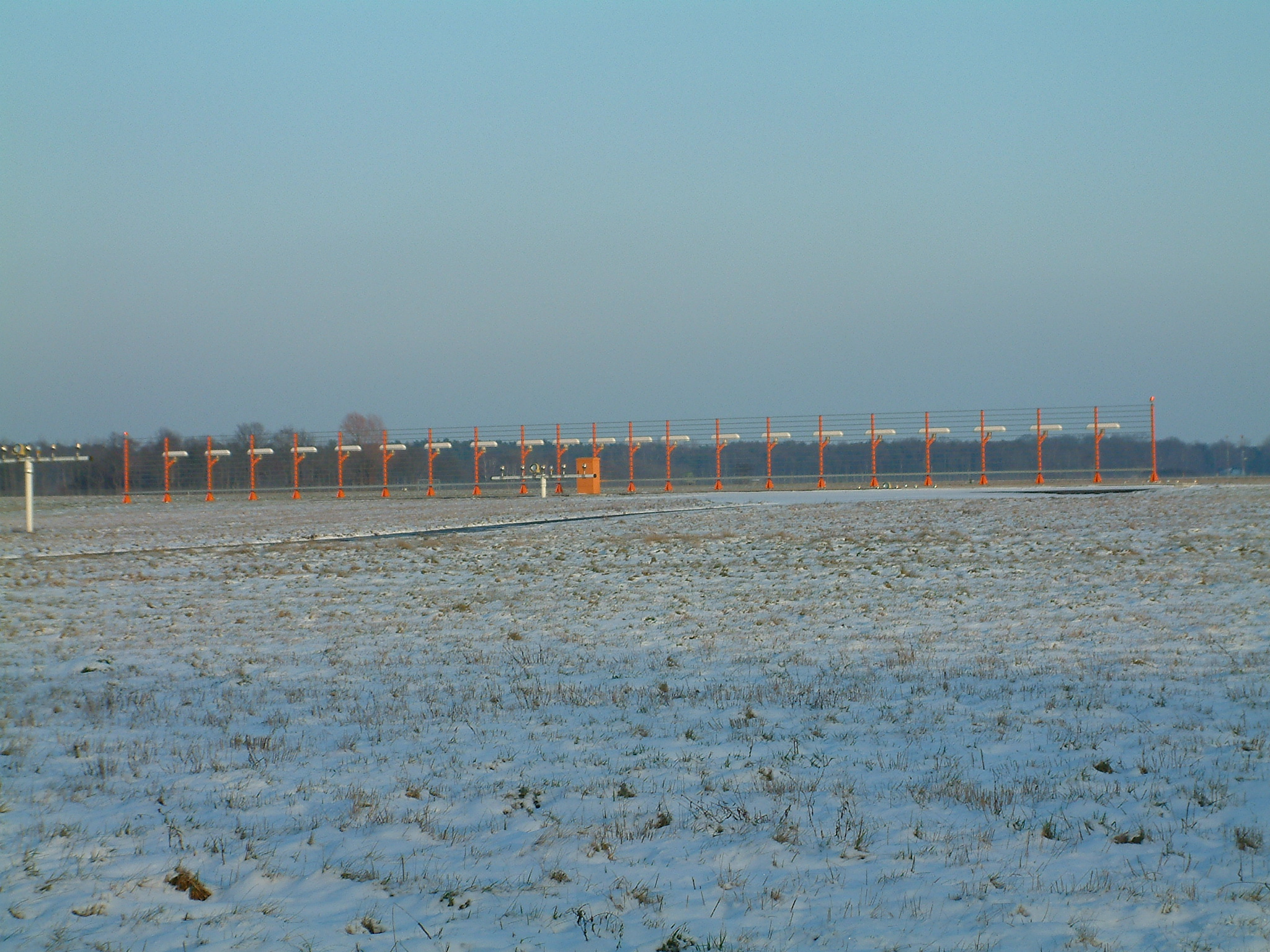
ایستگاه محلی‌ساز برای باند 27R در فرودگاه هانوفر آلمان

محلی‌ساز یا لوکالایزر (LOC یا LLZ) یک آنتن آرایه فازی است که معمولاً پس از انتهای باند قرار دارد و معمولاً از چندین جفت آنتن جهت‌دار تشکیل شده‌است.
محلی‌ساز به هواپیما اجازه می‌دهد بچرخد و هواپیما را با باند فرودگاه مطابقت دهد. پس از آن، خلبانان فاز (APP) را فعال خواهند کرد.

### شیب گلاید (G/S)

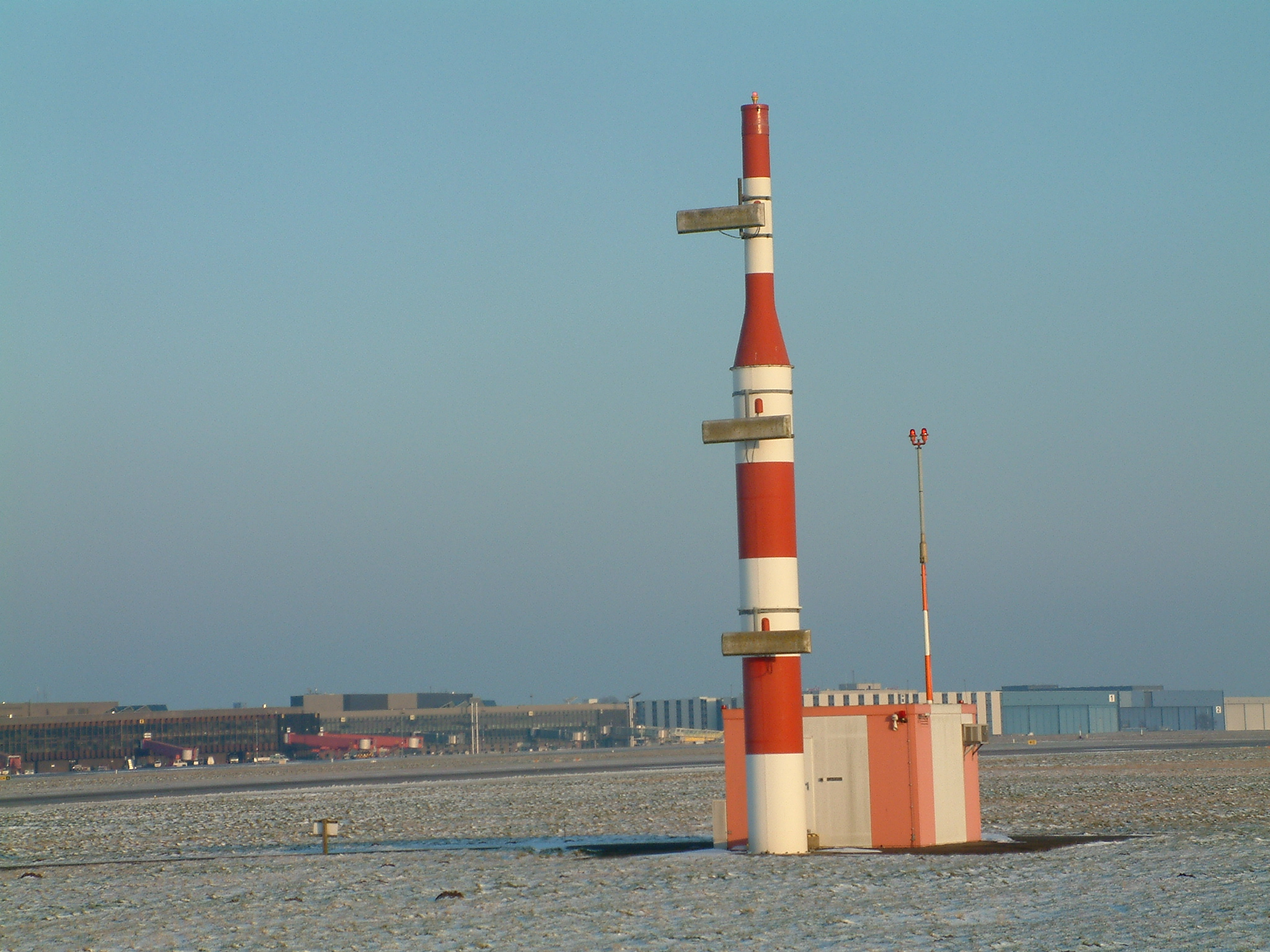
ایستگاه شیب گلاید برای باند 09R در فرودگاه هانوفر در آلمان

با توجه به این نمایشگر، خلبان باید مسیر هواپیمای خود را به سمت چپ و کمی به سمت بالا اصلاح کند.

خلبان، هواپیما را طوری کنترل می‌کند که نشانگر شیب گلاید، در مرکز نمایشگر باقی بماند تا اطمینان حاصل شود که هواپیما مسیر گلاید تقریباً ۳ درجه بالاتر از افقی (سطح زمین) را دنبال می‌کند تا بالای موانع باقی بماند و در نقطه تماس مناسب به باند فرودگاه برسد (یعنی هدایت عمودی را فراهم می‌کند).

## تاریخچه

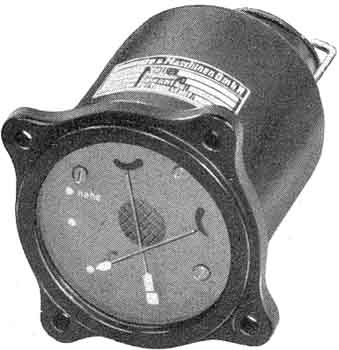
نشانگر Luftwaffe AFN 2، ساخت ۱۹۴۳

آزمایش‌های سیستم ای‌ال‌اس در سال ۱۹۲۹ در ایالات متحده آغاز شد. یک سیستم پایه و کاملاً عملیاتی، در سال ۱۹۳۲ در فرودگاه فرودگاه برلین تمپل‌هوف در آلمان به نام LFF یا " Lorenz beam " معرفی شد. هیئت هوانوردی غیرنظامی (CAB) ایالات متحده مجوز نصب این سیستم را در سال ۱۹۴۱ در شش مکان صادر کرد. نخستین فرود هواپیمای مسافربری برنامه‌ریزی‌شده ایالات متحده با استفاده از آی‌ال‌اس در ۲۶ ژانویه ۱۹۳۸ بود که یک بوئینگ ۲۴۷دی خطوط هوایی مرکزی پنسیلوانیا از واشینگتن، دی.سی. به پیتسبرگ، پنسیلوانیا پرواز کرد و تنها با استفاده از سیستم فرود ابزاری در طوفان و برف فرود آمد. نخستین فرود تمام اتوماتیک با استفاده از آی‌ال‌اس در مارس ۱۹۶۴ در فرودگاه بدفورد در انگلستان رخ داد.

## بازار
درآمد بازار سیستم‌های فرود ابزار در سال ۲۰۱۹، معادل ۱٫۲۱۵ میلیارد دلار بود و انتظار می‌رود در سال ۲۰۲۵ به ۱٫۶۶۷ میلیارد دلار برسد.

### تولیدکننده‌ها
تولیدکننده‌های برتر در بازار سیستم‌های فرود ابزاری عبارت‌اند از:
- Airport Lighting Specialists
- Saab Sensis
- Advanced Navigation and Positioning
- ADB Airfield Solutions
- Universal Avionics
- Honeywell
- Astronics
- Liberty Airport Systems
- Thales
- Rockwell Collins
- ایندرا (Normarc ILS)

## آینده
ظهور سامانه موقعیت‌یاب جهانی (GPS) منبع جایگزینی برای هدایت هواپیماها فراهم می‌کند. در ایالات متحده، سیستم افزایش سطح وسیع (WAAS) در بسیاری از مناطق برای ارائه راهنمایی دقیق برای فرود، از سال ۲۰۰۷ در دسترس بوده‌است. در اروپا نیز سرویس همپوشانی ناوبری ماهواره‌ای اروپا (EGNOS) برای استفاده در برنامه‌های کاربردی ایمنی در مارس ۲۰۱۱ تأیید شد. به این ترتیب، ممکن است تعداد سیستم‌های Cat I ILS کاهش یابد، اما هیچ برنامه‌ای در ایالات متحده برای حذف تدریجی سیستم‌های Cat II یا Cat III وجود ندارد.